# Слесар, Артём Алексеевич
Артём Алексе́евич Сле́сар (укр. Артем Олексійович Слесар; 12 декабря 2004, Южный) — украинский футболист, полузащитник луганской «Зари».

## Клубная карьера
Родился в городе Южный Одесской области. Футболом начал заниматься в 2015 году в составе местной команды «Портовик», выступавшей в юношеском областном чемпионате. В следующем году перебрался в академию «Динамо», в футболке которого с 2016 по 2021 год выступал в ДЮФЛУ. Весной 2021 года в составе «Динамо» начал выступать в юношеском чемпионате Украины. В юношеской лиге УЕФА дебютировал 14 сентября 2021 года в победном (4:0) домашнем поединке 1-го тура группы E против лиссабонской «Бенфики». Артём вышел на поле на 84-й минуте вместо Назара Волошина. В сезоне 2021/22 дважды выходил на поле в матчах Юношеской лиги УЕФА, в обоих случаях — со скамейки запасных на последние минуты.
В начале августа 2023 года отправился в аренду на сезон в «Зарю». Первую часть сезона 2023/24 провёл в юношеской команде, но после зимнего перерыва начал привлекаться к тренировкам с первой командой. Во взрослом футболе дебютировал 7 марта 2024 года в победном (2:0) домашнем поединке 20-го тура Премьер-лиги Украины против «Миная». Слесар вышел на поле на 81-й минуте вместо Эдуардо Герреро. В сезоне 2023/24 4 раза выходил на поле в матчах высшего дивизиона чемпионата Украины. В начале августа 2024 года луганчане продлили арендное соглашение игрока ещё на 1 год.

## Карьера в сборной
На международном уровне выступал за юношескую сборную Украины (U-15), в составе которой стал победителем турнира развития УЕФА 2019 года в Ереване. Дебютировал за украинскую сборную 8 мая 2019 года в победном (3:1) поединке 1-го тура против юношеской сборной Кипра (U-15). Отличился 2-мя голами в воротах команды-хозяев в матче 3-го тура выше указанного турнира.